# Bretenière (Côte-d'Or)
Bretenière è un comune francese di 746 abitanti situato nel dipartimento della Côte-d'Or nella regione della Borgogna-Franca Contea.

## Società

### Evoluzione demografica
Abitanti censiti

## Amministrazione

### Gemellaggi
- Pellingen, Germania